# Trophée des champions 2006
Navigation
Auxerre 2005 Lyon 2007
L'édition 2006 du Trophée des champions est la 30e édition du Trophée des champions. Le match oppose l'Olympique lyonnais, champion de France 2005-2006 au Paris Saint-Germain, vainqueur de la Coupe de France 2005-2006. 
Le match arbitré par Bertrand Layec (remplacé à la 46e par Jérôme Auroux) se déroule le 30 juillet 2006 au stade de Gerland à Lyon. Après une première mi-temps sans but, Jérôme Rothen ouvre le score pour le Paris Saint-Germain à la soixante-deuxième minute. L'Olympique Lyonnais égalise neuf minutes plus tard grâce à un penalty transformé par Karim Benzema. À la fin du temps réglementaire (90 minutes de jeu), le score est de 1-1. Aucune prolongation n'est jouée. Les Lyonnais s'imposent lors de la séance de tirs au but sur le score de 5 à 4 et remportent ainsi leur cinquième Trophée des champions consécutif.

## Feuille de match
Les règles du match sont les suivantes : la durée de la rencontre est de 90 minutes. S'il y a toujours match nul, une séance de tirs au but est réalisée. Trois remplacements sont autorisés pour chaque équipe.
| Titulaires : |  |
| |  |
| 30 Rémy Vercoutre · 23 Jérémy Berthod 68e · 5 Claudio Caçapa · 29 Sébastien Squillaci · 2 François Clerc 81e · 6 Kim Källström · 7 Mahamadou Diarra · 28 Jérémy Toulalan · 19 Karim Benzema · 18 Hatem Ben Arfa · 9 John Carew · |  |
| Remplaçants : |  |
| 35 Rémy Riou · 4 Patrick Müller 81e · 12 Anthony Réveillère 68e · 24 Romain Beynié · 26 Benoît Pedretti · 34 Loïc Rémy · 39 Grégory Bettiol ·                                                                                    |  |
| Entraîneur : |  |
| Gérard Houllier |  |

| Titulaires : |  |
| |  |
| 1 Mickaël Landreau · 22 Sylvain Armand 70e · 6 Mario Yepes 73e · 17 Sammy Traoré 75e · 5 Bernard Mendy · 25 Jérôme Rothen · 8 Édouard Cissé · 4 David Rozehnal · 28 Paulo César 64e · 7 Fabrice Pancrate 63e · 13 Pierre-Alain Frau · |  |
| Remplaçants : |  |
| 16 Jérôme Alonzo · 26 Boukary Dramé · 24 David Hellebuyck · 12 Albert Baning · 33 Clément Chantôme 75e · 14 David N'Gog · 15 Bonaventure Kalou 63e ·                                                                                  |  |
| Entraîneur : |  |
| Guy Lacombe |  |

| Titulaires : |  |
| |  |
| 30 Rémy Vercoutre · 23 Jérémy Berthod 68e · 5 Claudio Caçapa · 29 Sébastien Squillaci · 2 François Clerc 81e · 6 Kim Källström · 7 Mahamadou Diarra · 28 Jérémy Toulalan · 19 Karim Benzema · 18 Hatem Ben Arfa · 9 John Carew · |  |
| Remplaçants : |  |
| 35 Rémy Riou · 4 Patrick Müller 81e · 12 Anthony Réveillère 68e · 24 Romain Beynié · 26 Benoît Pedretti · 34 Loïc Rémy · 39 Grégory Bettiol ·                                                                                    |  |
| Entraîneur : |  |
| Gérard Houllier |  |

| Titulaires : |  |
| |  |
| 1 Mickaël Landreau · 22 Sylvain Armand 70e · 6 Mario Yepes 73e · 17 Sammy Traoré 75e · 5 Bernard Mendy · 25 Jérôme Rothen · 8 Édouard Cissé · 4 David Rozehnal · 28 Paulo César 64e · 7 Fabrice Pancrate 63e · 13 Pierre-Alain Frau · |  |
| Remplaçants : |  |
| 16 Jérôme Alonzo · 26 Boukary Dramé · 24 David Hellebuyck · 12 Albert Baning · 33 Clément Chantôme 75e · 14 David N'Gog · 15 Bonaventure Kalou 63e ·                                                                                  |  |
| Entraîneur : |  |
| Guy Lacombe |  |